# Melanagromyza lomatii
Melanagromyza lomatii este o specie de muște din genul Melanagromyza, familia Agromyzidae, descrisă de Steyskal în anul 1980.
Este endemică în Oregon. Conform Catalogue of Life specia Melanagromyza lomatii nu are subspecii cunoscute.